# Jeune Demoiselle
Jeune Demoiselle jest to drugi singel Diam’s wydany w 2006. Utwór pochodzi z płyty Dans ma bulle

## Lista utworów
CD-Single
1. „Jeune Demoiselle” (Radio wersja) (4:11)
2. „Jeune Demoiselle” (Instrumental) (4:02)

CD-Maxi
1. „Jeune Demoiselle” (Radio wersja) (4:11)
2. „Jeune Demoiselle” (Instrumental) (4:02)
3. „Jeune Demoiselle” (Teledysk) (4:14)
4. „Jeune Demoiselle”
5. Video (3:45)
6. Teksty

## Notowania
| Notowanie  | Pozycja |
| ---------- | ------- |
| Belgia     | 3       |
| Francja    | 4       |
| Szwajcaria | 20      |